# Dicopus
Dicopus is een geslacht van vliesvleugeligen uit de familie Mymaridae. De wetenschappelijke naam van dit geslacht is voor het eerst geldig gepubliceerd in 1909 door Enock.

## Soorten
Het geslacht Dicopus omvat de volgende soorten:
- Dicopus bidentiscapus Girault, 1931
- Dicopus cervus Morley, 1931
- Dicopus citri Mercet, 1912
- Dicopus enocki Doutt, 1974
- Dicopus halitus Girault, 1911
- Dicopus lilliput Mathot, 1972
- Dicopus longipes (Subba Rao, 1984)
- Dicopus minutissimus Enock, 1909
- Dicopus noyesi Manickavasagam, 2011
- Dicopus psyche Girault, 1912
- Dicopus pygmaeus Doutt, 1974